# Scaphyglottis micrantha
Scaphyglottis micrantha es una especie de orquídea perteneciente a la familia Orchidaceae.

## Hábitat
Encontrados al sur de Nicaragua a Panamá en los bosques montanos en su condición de pequeño tamaño, soporta temperaturas cálidas y son más epífitas, desarrollándose en alturas de 200 a 2.000 m s. n. m.

## Descripción
Son plantas epífitas que crecen en alturas de 200 a 2.000 m s. n. m. con pseudobulbo parcialmente envuelto en hojas basales, estas son pocas, imbricadas, con vainas triangulares, apicales, suberectas, lineales, que aparecen a continuación en la base de las hojas con un ápice bilobulado que florece con un número reducido de flores a muchas y tienen 11 cm de largo, su delgada inflorescencia se produce en un pseudobulbo maduro a fines del invierno y comienzo de la primavera.

## Sinonimia
- Hexadesmia micrantha Lindl. 1844 basónimo
- Epidendrum micranthum Lindl. 1841
- Pseudohexadesmia micrantha (Lindl.) Brieger 1976 [2]